# 東王子町
東王子町（ひがしおうじまち）は福岡県北九州市八幡西区の町。住居表示実施済み。郵便番号は806-0037。

## 地理
八幡西区の北部東側に位置し、北に山寺町、東に西曲里町、南に幸神，南王子町、西に西王子町と接する。

## 地域の特徴
起伏の小さい地形に立地する住宅地で、北縁に沿って東西に山手通りが走る。北部に八幡西警察署，八幡西郵便局，市営東王地団地、南部に正和なみき病院がある。

## 歴史
昭和16年頃から三菱化成（現三菱ケミカル）の社宅が建設されて発展した地域
。東部はかつて南筒井町とも通称された。

### 地名の由来
山寺町の王子神社にちなむといわれる。

### 沿革
- 1959年（昭和34年） - 東王子町新設[4]。
- 1963年（昭和38年）2月1日 - 八幡市、戸畑市、小倉市、若松市、門司市の5市が合併し、北九州市が発足。八幡市東王子町は北九州市八幡区東王子町となる。
- 1963年（昭和38年）4月1日 - 北九州市が政令指定都市に指定され、八幡区、戸畑区、小倉区、若松区、門司区の5区を設置。北九州市八幡区東王子町は北九州市八幡区東王子町となる。
- 1967年（昭和42年）6月1日 - 住居表示実施[5]。
- 1974年（昭和49年）4月1日 - 八幡区が八幡西区と八幡東区に分かれ、八幡区東王子町は八幡西区東王子町となる[6]。

### 町名の変遷
| 実施内容 | 実施年月日               | 実施後   | 実施前         |
| -------- | ------------------------ | -------- | -------------- |
| 町名新設 | 1959年（昭和34年）       | 東王子町 | 大字熊手の一部 |
| 住居表示 | 1967年（昭和42年）6月1日 | 東王子町 | 東王子町の全部 |

## 世帯数と人口
2025年（令和7年）3月31日現在（北九州市発表）の世帯数と人口は以下の通りである。
| 町       | 世帯数  | 人口    |
| -------- | ------- | ------- |
| 東王子町 | 537世帯 | 1,134人 |

### 人口の変遷
国勢調査による人口の推移。
| 1995年（平成7年）  | 286人 | [ 8 ]  |  |
| 2000年（平成12年） | 315人 | [ 9 ]  |  |
| 2005年（平成17年） | 306人 | [ 10 ] |  |
| 2010年（平成22年） | 713人 | [ 11 ] |  |
| 2015年（平成27年） | 721人 | [ 12 ] |  |
| 2020年（令和2年）  | 859人 | [ 13 ] |  |

### 世帯数の変遷
国勢調査による世帯数の推移。
| 1995年（平成7年）  | 101世帯 | [ 8 ]  |  |
| 2000年（平成12年） | 105世帯 | [ 9 ]  |  |
| 2005年（平成17年） | 106世帯 | [ 10 ] |  |
| 2010年（平成22年） | 314世帯 | [ 11 ] |  |
| 2015年（平成27年） | 310世帯 | [ 12 ] |  |
| 2020年（令和2年）  | 375世帯 | [ 13 ] |  |

## 学区
市立小・中学校に通う場合、学区は以下の通りとなる。
| 町       | 街区 | 小学校               | 中学校               |
| -------- | ---- | -------------------- | -------------------- |
| 東王子町 | 全域 | 北九州市立熊西小学校 | 北九州市立熊西中学校 |

## 交通

### バス
域内のバス停と系統は以下のとおりである。
| 運行事業者 | 運行事業者     | 西鉄バス北九州 | 西鉄バス北九州 |
| 系統       | 系統           | 82             | 197            |
| 停留所     | 八幡西郵便局前 | ○              | ○              |

## 施設

### 役所・公的機関
- 八幡西警察署

### 医療施設
- 正和なみき病院

### 金融機関
八幡西郵便局

### 公営住宅
- 市営東王地団地